# John Dobrynine
Pour les articles homonymes, voir Dobrynine.
John Dobrynine (John Lawrence Dobrynine) est un  acteur né le 7 décembre 1946 à Bruxelles.
Il termine sa formation à l'Institut national supérieur des arts du spectacle de Bruxelles en 1968, puis travaille au théâtre avec les metteurs en scène Elvire Brison, Daniel Hanssens, Derek Goldby, Georges Lini, Marcel Delval, Roland Mahauden, Philippe van Kessel, Daniel Scahaise...
Il met en scène Le Catalogue de Marcel et Gabriel Piqueray.
Il obtient en 1983 le prix « Ève du Théâtre », en 1999 le Prix du Théâtre comme meilleur acteur.

## Filmographie
- 1967 : Le Départ de Jerzy Skolimowski
- 1973 : Belle de André Delvaux : John
- 1973 : Ras le bol de Michel Huisman : Cheraz
- 1983 : Le Retour de Christophe Colon de Jean-Pierre Saire : William Lee Monroe
- 1985 : Adieu blaireau de Bob Decout : Un tueur
- 1987 : Falsch de Jean-Pierre Dardenne et Luc Dardenne : Georg
- 1988 : Le Crépuscule des loups téléfilm  de Jean Chapot : City hall agent #2
- 1989 : Morte fontaine téléfilm  de Marco Pico
- 1993 : Les Kilos en trop téléfilm  de Gilles Béhat : Pierre-Henri
- 1993 : Nestor Burma (série télévisée) - épisode « Un croque-mort nommé Nestor »
- 1994 : Le Joueur de violon de Charles Van Damme : Daraud
- 1994 : Les Mots perdus de  Marcel Simard : Jacques, Belgique
- 1995 : Victor et François téléfilm  de Josée Dayan et  Ruben Goots : Le policier Muller
- 1996 : Les Steenfort, maîtres de l'orge (mini-séries TV)
- 1996 : L'Huile sur le feu téléfilm  de Jean-Daniel Verhaeghe : Ralingue
- 1996 : Le R.I.F. (série télévisée) - épisode « Piège pour enfants seuls »  : Van de Kerchove
- 1997 : Le Pantalon téléfilm  de Yves Boisset : L'aumônier du régiment
- 2002 : Villa des roses, film de  Frank Van Passel : Eustache Lejeune
- 2002 : L'Enfant des lumières (série télévisée) - épisode  #1.1   : Le chirurgien
- 2004 :  Trop jeune pour moi ? téléfilm de Patrick Volson : Le médecin
- 2005 : La Couleur des mots de Philippe Blasband : Claude
- 2006 : Austerlitz, la victoire en marchant Documentaire-fiction de Jean-François Delassus  : Talleyrand
- 2012 :  The Expatriate de  Philipp Stölzl : Pieter's Attorney
- 2013 : Angélique d'Ariel Zeitoun
- 2019 : Marie-Antoinette : ils ont jugé la Reine d'Alain Brunard : le comte de La Tour du Pin